# Commune rurale de Seinäjoki
La commune rurale de Seinäjoki (finnois : Seinäjoen maalaiskunta, abrév. Seinäjoen mlk) est une ancienne municipalité d'Ostrobotnie du Sud en Finlande.

## Histoire
Le 1er janvier 1959, la communauté rurale de Seinäjoki a été rattachée à Seinäjoki. 
Au 1er janvier 1958, la superficie de la commune rurale de Seinäjoki était de 1 110,9 km2 et au 31 décembre 1958 elle comptait 5 164 habitants.
Avant sa disparition, les municipalités voisines de la commune rurale de Seinäjoki étaient  et Seinäjoki.